# أبراميس شائع
الأبراميس الشائع أو سمك السلبة هو سمك مشهور بالسمنة. جسمه ممتلئ وطوله حوالي 60 سم. صغير الرأس وفمه يتسع عند الأكل. صغار سمك الأبراميس ذات لون فضي. يصير لونها قاتمًا مع تقدم السن وهو في الأساس أخضر زيتي في منطقة الظهر وبرونزي على الجانبين. شكلها مميز جداً

## الموطن
سمك الأبراميس الأوروبي المعروف أو سمك الأبراميس البرونزي يعيش في الماء العذب. ويفضل المياه الدافئة الراكدة أو التي تنساب ببطء. كما يعيش الأبراميس في البحر الكاريبي. وكذلك في مياه الشواطئ الغربية جنوب فلوريدا، ولونه أزرق فضي مع خطوط برونزية دقيقة. كما يعيش سمك الأبراميس البحري في المياه الساحلية الضحلة في المحيط الهندي. ويقوم باصطياد بعض الأسماك الأصغر حجماً من أجل الطعام. يشمل سمك الأبراميس أنواعاً عدة منها: السمك الكراكي أو أبراميس الطين الموجود على امتداد شواطئ البحر الأحمر وشمال أستراليا. يعيش نوعان منه قرب السواحل الأسترالية وهما: الأبراميس الأصفر الموجود في شمال كوينزلاند وحتى فكتوريا، والأبراميس الأسود الذي يوجد في مياه غربي فكتوريا وجنوب أستراليا.

## اقرأ أيضا
- سمك طائر
- وراطة